# Metal Gear
Metal Gear (メタルギア Metaru Gia?) es una serie de videojuegos creada por Hideo Kojima, desarrollada y publicada por la compañía Konami, en la que el jugador toma el control de un soldado de élite, experto en tácticas de combate, supervivencia y sigilo, cuyo nombre de operaciones es Snake (en español: «Serpiente»). Dependiendo de qué juego de la saga se trate, este nombre de operativo está atribuido a diversos personajes relacionados entre sí por la trama de la serie.
Los Metal Gear son vehículos de combate con avanzada tecnología robótica y aspecto de tanque bípedo con la capacidad de lanzar armas nucleares desde cualquier tipo de terreno. Además, cuenta con armas menos poderosas pero más útiles en el campo de batalla como ametralladoras, cañones de riel, rayos láser, bombas y cohetes.
La serie destaca por ser pionera en el género de los juegos de sigilo, en la que el personaje inicialmente cuenta solo con implementos básicos de infiltración y debe a través del juego, hacerse de los elementos necesarios para llevar a cabo su misión. Se caracteriza además por sus largas escenas cinemáticas, sus intrincadas tramas y la infinidad de detalles a lo largo de todo el juego en el que se realza la interacción con el jugador. Profundiza en la exploración de la política natural, los conflictos bélicos, la censura, las guerras biológicas, la ingeniería genética, la inteligencia artificial y la lealtad.
La franquicia del juego ha superado las 60 millones de copias vendidas en todo el mundo desde agosto de 2023, siendo aclamada por la crítica y obteniendo numerosos premios. La franquicia también ha sido adaptada a otros medios como cómics y a CD drama.

## Historia
Los once juegos en la continuidad principal de la serie Metal Gear revelan una narrativa que abarca cinco décadas y media. A partir de los años más peligrosos de la Guerra Fría, hasta un futuro próximo. De estos diez títulos, cuatro son precuelas (ya que el videojuego Metal Gear Solid V: Ground Zeroes es un prólogo de Metal Gear Solid V: The Phantom Pain), donde el protagonista es Big Boss, establecido décadas antes de los acontecimientos del original Metal Gear.

### Argumento

#### 2 dimensiones
El primer videojuego de Metal Gear para MSX2 sigue a Solid Snake, un novato miembro de la unidad de operaciones especiales FOXHOUND. Snake es enviado por su superior Big Boss a la ficcional fortaleza de Sudáfrica llamada Outer Heaven, con el objetivo de encontrar a un miembro desaparecido de su escuadrón llamado Gray Fox, e investigar un arma conocida como «Metal Gear». Sin embargo más tarde, Big Boss se revela como el líder de Outer Heaven, un lugar donde los soldados luchan libres de cualquier ideología política impuesta por los gobiernos. Big Boss lucha contra Snake y, a pesar de que es derrotado, en Metal Gear 2: Solid Snake se revela que sobrevive. En esta entrega, nuevamente se enfrenta a Solid Snake, quedándose este último con la victoria.
En la segunda entrega posterior de la franquicia se revelaría que el agente Gray Fox era en realidad un aliado de Big Boss y la primera entrega era en realidad un plan organizado para hacer creer al mundo que había muerto, para destruir sus "propios" planes basados en la ideología que Big Boss ha ido recolectando desde su despertar en 1984 (M.G.S: The Phantom Pain). Originalmente Big Boss planeaba eliminar el lenguaje nuclear que había tenido el mundo, el Metal Gear original era solo un símbolo de una guerra vacía. Prácticamente se mató a sí mismo para servir de ejemplo al mundo.
Tomando en cuenta el final de Metal Gear Solid V, la trama toma un giro inesperado, el Big Boss con el que se lucha en estos juegos, es el protagonista de Metal Gear Solid V (Venom Snake)

#### 3 dimensiones
Metal Gear Solid profundiza en la historia de los juegos anteriores y revela que Solid Snake es un clon genético de Big Boss, creado como parte de un proyecto secreto del gobierno llamado Les Enfants Terribles. Un nuevo antagonista aparece llamado Liquid Snake, hermano mellizo de Solid Snake, que toma el control de la unidad FOXHOUND después del retiro de este último. Liquid junto a FOXHOUND toman el control de una instalación de almacenamiento de armas nucleares en una isla en Alaska y comandan REX, la nueva plataforma de armas «Metal Gear» de próxima generación que se está probando en el lugar. Ellos amenazan con detonar una cabeza nuclear de REX a menos que el gobierno de los Estados Unidos entregue los restos de Big Boss. Solid Snake destruye el «Metal Gear REX» y mata a cada uno de los renegados miembros de FOXHOUND, con excepción de Revolver Ocelot.
Un enigmático personaje, conocido como George Sears, es presentado como el presidente de los Estados Unidos al final de Metal Gear Solid y sirve como el principal antagonista de Metal Gear Solid 2: Sons of Liberty, revelado como Solidus Snake, un segundo hermano de Solid. Durante su tiempo como presidente, Solidus conoció la existencia de una organización política secreta conocida como Los Patriots, que manipulaba constantemente aspectos políticos, económicos y sociales en los Estados Unidos de América e incluso controlar en cierta manera el curso de la historia humana. Después de que su mandato como presidente terminó, Solidus toma el control del Big Shell, una instalación en alta mar que está siendo utilizada para desarrollar el «Arsenal Gear», una fortaleza submarina móvil diseñada para influir en el desarrollo humano mediante el filtrado de la disponibilidad de información a través del internet. El juego se desarrolla varios años después de la muerte de Liquid en Metal Gear Solid, y pone al jugador en control de Raiden, un soldado que lucha contra Solidus. Raiden se alía con Solid, y más tarde se entera de que todos ellos están siendo manipulados por Revolver Ocelot, que ha estado trabajando para Los Patriots. Al final del juego, Ocelot es poseído aparentemente por el espíritu de Liquid Snake.
Metal Gear Solid 3: Snake Eater, que es cronológicamente el primer juego de la serie, presenta una versión más joven de Big Boss, cuando estaba bajo el nombre en clave de Naked Snake, durante la Guerra Fría. El juego se centra en la evolución de este último, de aprendiz a soldado legendario, así como la caída de su mentora y figura matriarcal, The Boss. Luego de una supuesta deserción de esta última hacia la Unión Soviética, y para evitar un lanzamiento nuclear hacia los Estados Unidos, Naked Snake es enviado a Rusia para matar a The Boss y terminar con la amenaza planeada por Yevgeny Borisovitch Volgin, un coronel del Departamento Central de Inteligencia, con planes de derrocar al gobierno soviético. Los orígenes de «Metal Gear», Los Patriots, y la unidad FOXHOUND, se exploran en el juego.
La secuela directa de Metal Gear Solid 3: Snake Eater fue Metal Gear Solid: Portable Ops. Esta entrega sigue la vida de Naked Snake después de la disolución de FOX. Sin aceptar aún el nombre en clave de Big Boss, la trama cuenta los orígenes de su unidad mercenaria en el intento de escapar de la Península de San Jerónimo y la lucha contra su antigua unidad.
Metal Gear Solid 4: Guns of the Patriots cuenta como protagonista a un avejentado Solid Snake (ahora llamado Old Snake) que continúa en su búsqueda para encontrar y derrotar a Revolver Ocelot, ahora conocido como Liquid Ocelot. A pesar de la destrucción del Arsenal Gear en Metal Gear Solid 2: Sons of Liberty, Los Patriots han continuado en sus planes para influir en el curso de la historia humana, instalando sistemas de inteligencia artificial en todo el mundo. Ocelot, frente a esto, ha reunido a un ejército suficiente con los que luchar, teniendo la intención de apropiarse de todo el sistema operativo para sus propios fines. El objetivo de Solid Snake después cambia a la destrucción de las inteligencias artificiales de Los Patriots y detener su opresión. Después de que él y sus aliados tienen éxito, Solid Snake decide vivir lo que queda de su vida en paz.
El siguiente título, Metal Gear Solid: Peace Walker, se establece diez años después de los acontecimientos de Snake Eater, y vuelve a la historia del joven Big Boss. Este último, es la cabeza de la corporación mercenaria MSF (Militaires Sans Frontières). Boss descubre que las cabezas nucleares están siendo transportadas a América Latina y debe ponerle fin a las mismas. Peace Walker cuenta con un nuevo elenco de personajes para proporcionarle ayuda e inteligencia militar a Big Boss. Pocos personajes de juegos anteriores aparecen, como un joven McDonnell Benedict Miller y la espía del gobierno chino Eva.
Metal Gear Rising: Revengeance se establece en un futuro cercano, cuatro años después de Guns of the Patriots. El protagonista vuelve a ser Raiden, esta vez, como un cyborg ninja mercenario. Raiden se une a una empresa militar privada llamada, Maverick Security Consulting, y se encarga de la defensa del presidente de un país africano no especificado. Sin embargo, la situación va por mal camino y este es asesinado por una empresa rival llamada Desperado Enforcement LLC. Raiden es derrotado en batalla, pero decide volver a vengar a su fracaso y es enviado con un nuevo traje cyborg para luchar contra el misterioso grupo militar.
El próximo trabajo de la saga, Metal Gear Solid V: The Phantom Pain, es una secuela directa de Peace Walker y se compone de dos capítulos, de manera similar a Metal Gear Solid 2: Sons of Liberty, donde la historia estaba dividida en dos capítulos, Tanker y Plant. El prólogo se establece un par de semanas después de la última misión en Peace Walker, con Big Boss frente a frente contra Cipher (Zero). Boss se encarga de rescatar a antiguos personajes, como Paz Ortega Andrade y Chico. En algún punto de la historia, la base madre de la Militaires Sans Frontieres es atacada por una organización disidente misteriosa, la XOF. Big Boss cae en coma durante nueve años, lo que lleva a los acontecimientos del capítulo principal. La base de la historia principal gira en torno a Big Boss formando una nueva unidad de élite de soldados, los Diamond Dogs.

### Personajes
El jugador controla a un soldado experto en combate, supervivencia, sigilo y manejo de armas. Su misión varía en el título de la entrega y del personaje, pero estas convergen en la infiltración en solitario en un área enemiga, evitando los enfrentemientos directos y retroalimentándose con su entorno para cumplirla. A través de esta, el jugador recibe la asistencia de un equipo de apoyo comunicado por códec, recibiendo de este consejos que varían desde un mayor que guía al protagonista en el cumplimiento de los objetivos, hasta la asesoría de expertos en diversas áreas que ayudan al jugador a cumplir la misión. En las primeras entregas, la personalidad de los protagonistas era relegada por la experiencia del jugador, sin embargo, en los últimos títulos estos adquieren personalidades propias cada vez más definidas por la trama.

#### Protagonistas

La saga explora el debate moral que genera la ingeniería genética como medio de obtención de poder frente a los conflictos bélicos, con el objetivo de la creación del «soldado perfecto».

- Solid Snake (ソリッド・スネーク Soriddo Sunēku?): Es protagonista de la serie. Tanto en Metal Gear como en Metal Gear 2: Solid Snake, es un novato miembro de FOXHOUND con la misión de encontrar y destruir el «Metal Gear» ubicado dentro de la fortaleza de Outer Heaven.[18] En ambas ocasiones, Snake se enfrenta a su superior y tutor como su principal enemigo.[19] Más tarde, Solid se entera de que fue concebido artificialmente con los genes, de lo que se denominó «el soldado perfecto», en un proyecto llamado Les Enfants Terribles, del cual nacen además sus hermanos gemelos Liquid y Solidus, con los cuales se enfrenta en Metal Gear Solid y Metal Gear Solid 2: Sons of Liberty.[6] En Metal Gear Solid 4: Guns of the Patriots, se le da el nombre en código Old Snake (オールド・スネーク Ōrudo Sunēku?), debido a su acelerado proceso de envejecimiento al ser un clon.[20] Tras esta misión, jubila y decide vivir en paz lo que le resta de vida. La voz de Solid Snake es representada por el seiyū Akio Ōtsuka en la versión japonesa, mientras que David Hayter presta la voz para la versión en inglés.[21][22]

- Big Boss (ビッグ・ボス Biggu Bosu?): Es conocido como el mejor soldado que jamás haya existido. En Metal Gear, es el comandante en jefe de Solid Snake en FoxHound, pero posteriormente se revela como el líder de Outer Heaven desde las sombras, dejando a Venom Snake, su doble, como comandante en jefe de Outer Heaven, siendo este el auténtico enemigo final.[23] En Metal Gear 2: Solid Snake, lucha contra el auténtico Big Boss, siendo este último aparentemente asesinado. El pasado del personaje es explorado en Metal Gear Solid 3: Snake Eater, donde es un miembro de las fuerzas especiales FOX, bajo el nombre en clave de Naked Snake (ネイキッド・スネーク Neikiddo Sunēku?).[24] Después de derrotar a su legendaria mentora héroe de guerra The Boss, se le otorga el título de «Big Boss».[25] Mientras debe lidiar con la muerte de su mentora, establece sus propios grupos militares: FOXHOUND en Metal Gear Solid: Portable Ops y Militaires Sans Frontieres en Metal Gear Solid: Peace Walker.[26] En la versión japonesa, el personaje es interpretado por Akio Ōtsuka (misma voz japonesa de Solid Snake) en los juegos de precuela,[27] mientras que Chikao Ōtsuka asume el rol en Metal Gear Solid 4: Guns of the Patriots. En las versiones en inglés, el personaje es interpretado por David Hayter (misma voz en inglés de Solid Snake) para la mayoría de juegos, Richard Doyle en MGS4, y Kiefer Sutherland en Metal Gear Solid V: The Phantom Pain.[28]

- Raiden (雷電?): De nombre real Jack (ジャック Jakku?), hijo adoptivo de Solidus Snake; siendo apenas un niño, participó como soldado en la primera guerra civil liberiana.[29] Es el personaje principal, sustituyendo a Solid Snake como el personaje manejable, en el capítulo principal de Metal Gear Solid 2: Sons of Liberty, luchando contra un grupo terrorista y salvando a los rehenes en el Big Shell.[30] Reaparece en Metal Gear Solid 4: Guns of the Patriots como un cyborg ninja, apoyando en su misión a Solid Snake.[31] Con esta misma apariencia, es el protagonista de Metal Gear Rising: Revengeance.[32] La voz de Raiden es interpretada por Kenyu Horiuchi en japonés y Quinton Flynn en inglés.[33]

#### Grupos y organizaciones
- Los Filósofos: Esta organización se componía de altos cargos de potencias como China, URSS y Estados Unidos. Controlaban todo aspecto en cuanto a guerra y poder se refería. El último de sus miembros originales murió en 1930 y, como resultado, la organización comenzó a decaer.

- Unidad Cobra: Grupo formado por The Boss por los años de la Segunda Guerra Mundial, con el propósito de llevar a cabo misiones especiales durante ésta. Al ser el grupo elite de las potencias mundiales formaba parte del Legado de los Filósofos.

- Force Operation X (FOX): Unidad de operaciones militares en la que se combina el espionaje y las fuerzas especiales de los Estados Unidos. Diseñada especialmente para la Guerra Fría. Tras la «Operación Snake Eater» se vuelve corrupta.

- Los Patriots/La Li Lu Le Lo: Organización clandestina fundada por Zero a comienzos de los años setenta. Herederos directos de Los Filósofos, pretendían en un principio, actuar inspirados por las enseñanzas de The Boss. No obstante, ese deseo inicial de proteger a los Estados Unidos acabó transformándose en un intento coordinado para imponer sus costumbres sociales, políticas y económicas a otras naciones.

- FOXHOUND: Organización fundada por Big Boss, tras la desintegración de FOX en 1970. Varias versiones se han creado, en distintas épocas. El último grupo de asalto es Rat Patrol team 01, liderado por Meryl Silverburgh.

- Outer Heaven: Nación-fortaleza que surgió de la intención de Big Boss de crear otra potencia mundial al margen de las occidentales que pudiera competir con ellas militar y económicamente, así como enfrentarse a Los Patriots.

- Zanzibar Land: Creado por Big Boss con las mismas intenciones de la nación-fortaleza Outer Heaven.

- Mercenarios de Gurlukovich: Grupo de fuerzas GRU escindido del gobierno ruso tras la desintegración de la Unión Soviética y comandado por Coronel Sergei Gurlukovich.

- Beauty and the Beast Unit: Grupo de cuatro mujeres convertidas en máquinas con exotrajes, la mujer en el interior es referido como la belleza mientras que su apariencia externa es aludida como la bestia.

### Concepto y temática

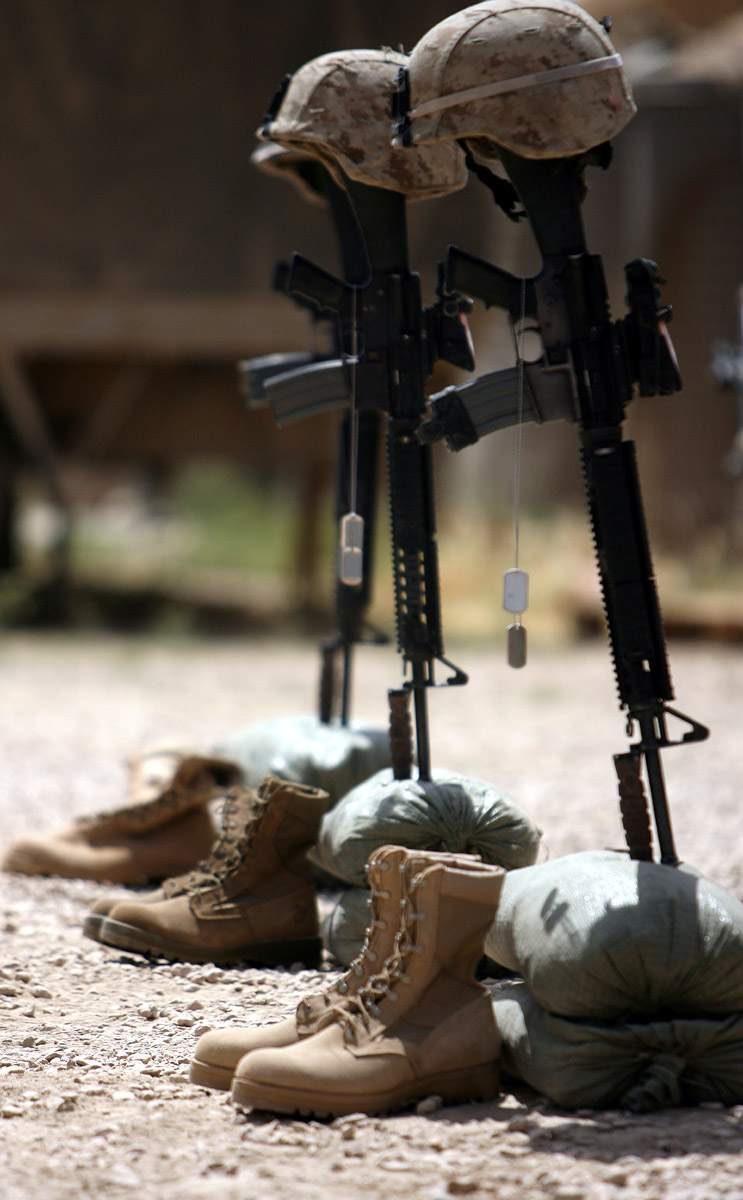
La búsqueda de la paz en un juego de guerra. Un concepto que se repite en las entregas de la saga.

Aunque la saga está basada en la guerra y el género de acción, y contiene grandes cantidades de violencia (incluso de forma gráfica), está basada de forma subyacente en el pacifismo. Esto se refleja a través de la saga, que se ha ocupado de los temas tales como la finalidad de la guerra, la estupidez de la destrucción mutua, los peligros de armas nucleares en general, los efectos psicológicos de la lucha militar en niños y adultos, el concepto que los enemigos son solo enemigos en términos relativos y las motivaciones detrás de los distintos tipos de vida que la gente elige. Este tono y algo de estos temas reflejan el pensamiento de una gran cantidad de cine japonés hechas desde el bombardeo de Hiroshima de 1945.
El original Metal Gear lanzado en 1987 durante la Guerra Fría, profundiza en la manipulación de los soldados por parte de los políticos de Oriente y Occidente, hecho que se contrasta con el concepto de la nación ficticia Outer Heaven, un país donde la influencia política es nula. Su secuela, Metal Gear 2: Solid Snake, que fue lanzado en 1990 al final de la Guerra Fría, se explayó sobre esta situación y abarcó otras temáticas como la intriga política, la ética en el campo de batalla, la historia militar y los efectos negativos de la guerra.
Hideo Kojima planteó que la temática principal de la serie Metal Gear Solid es el gen, el meme, la escena, el sentido, la paz, la venganza y la raza, y cómo las personas se ven afectadas por cada uno de estos factores en sus vidas. Según Kojima, el videojuego Metal Gear Solid explora las implicaciones morales del desarrollo y del uso de la ingeniería genética, Metal Gear Solid 2: Sons of Liberty trata como la identidad de una sociedad puede verse afectada por la filosofía de una única (un meme) y los efectos de la censura en la misma, Metal Gear Solid 3: Snake Eater trata sobre como el tiempo y el lugar donde se vive afecta nuestra identidad (la escena) y cómo la política cambia a través del tiempo, y Metal Gear Solid 4: Guns of the Patriots con el control artificial de soldados mejorados debido a la nueva era de la nanotecnología. En Metal Gear Solid: Peace Walker el argumento trata con la verdadera naturaleza de la paz y el concepto de los conflictos en las sociedades humanas. En Metal Gear Rising: Revengeance, Raiden es derrotado en el comienzo de la entrega, sintiendo un profundo sentimiento de venganza frente al grupo quien lo saboteó, logrando finalmente perpetrarla a través de la entrega. La saga posee muchos paralelismos implícitos a la filosofía nietzscheana.

## Videojuegos
Listado de juegos: Metal Gear en 1987, Snake's Revenge en 1990, Metal Gear 2: Solid Snake en 1990, Metal Gear Solid en 1998, Metal Gear: Ghost Babel en 2000, Metal Gear Solid 2: Sons of Liberty en 2001, Metal Gear Solid: The Twin Snakes en 2004
Hideo Kojima diseñó el Metal Gear original para la plataforma MSX2 en 1987, lanzado en Japón y Europa. Este fue uno de los primeros juegos en que la infiltración y el sigilo fueron enfatizados por sobre la confrontación directa con el enemigo. Muchos de los aspectos de la saga, como la comunicación inalámbrica, ya estaban presentes en otros videojuegos. Un equipo independiente diseñó una versión modificada del juego para la plataforma NES, que fue lanzada en Japón, América del Norte y Europa, vendiendo una cantidad superior al millón de unidades. Posteriormente Konami produjo una secuela para NES titulada Snake's Revenge, en cuyo desarrollo Kojima no participó, lanzado en América del Norte y Europa en 1990. Uno de los diseñadores del juego que se familiarizó con Kojima, le pidió que desarrollara una «verdadera secuela de Metal Gear». Como reacción, Kojima comenzó a trabajar en un nuevo proyecto.
La secuela, Metal Gear 2: Solid Snake, fue lanzada en 1990 para MSX2, solamente en Japón. Esta nueva entrega hizo muchos realces y adiciones al juego, incluyendo una historia más profunda y desarrollada, junto a significativas mejoras a la jugabilidad y a la inteligencia artificial. Muchas de estas características y argumentos, fueron promovidos a la secuela. Aunque Metal Gear 2, como tal, no salió a la venta en Europa y América del Norte hasta 15 años después, cuando fue incluido en Metal Gear Solid 3: Subsistence.
Tras la finalización de Metal Gear 2, Kojima trabajó en otros proyectos antes de dirigir su tercer juego de la saga. Fue así como en 1998 fue lanzado Metal Gear Solid para la plataforma PlayStation. Esta nueva entrega adaptó la jugabilidad de su predecesor a gráficos tridimensionales. Mientras que los dos primeros títulos tuvieron un éxito moderado, Metal Gear Solid fue un gran éxito, vendiendo más de 6 millones de unidades,  lo que dio lugar a una serie de secuelas, precuelas, spin-offs, y remakes para las plataformas NES, SNES, Microsoft Windows, PlayStation, Game Boy Color, PlayStation 2, Xbox, Nintendo GameCube, PlayStation 3, PlayStation Portable, PlayStation Vita, Xbox 360, Nintendo 3DS, PlayStation 4 y Xbox One. La entrega abrió el camino para el desarrollo de similares juegos de infiltración, y al mismo tiempo, estableció a Metal Gear como una importante franquicia de Konami.
El exitoso MGS fue seguido de Metal Gear Solid 2: Sons of Liberty, lanzado en 2001 para la plataforma PlayStation 2, el cual vendió más de 7 millones de unidades. Esta nueva entrega, supuso el salto de la saga a las consolas de sexta generación, lo que permitió modelos 3D más realistas, expresiones faciales y entornos más depurados. La jugabilidad también se vio favorecida con el avance tecnológico, ya que se añadieron nuevos movimientos, como apuntar en primera persona, dar volteretas o colgarse de una barandilla. Posteriormente una nueva versión multiplataforma de MGS2 fue lanzada como Metal Gear Solid 2: Substance para Xbox y PC, donde le fue agregado contenido extra.
MGS2 fue seguido de Metal Gear Solid 3: Snake Eater de 2004, el cual sería la precuela del original Metal Gear, vendiendo 4,75 millones de unidades (4 millones de Metal Gear Solid 3: Snake Eater y el resto de la versión mejorada, llamada Metal Gear Solid 3: Subsistence). Ambos juegos proporcionaron mayores realces a la jugabilidad de la saga y expandieron los límites de la trama. La jugabilidad tuvo un buen cambio respecto a las versiones anteriores al quitar la posibilidad de ver el rango de visión de los enemigos, además de incluir una ventana de curación en el menú, todo este énfasis a la supervivencia le dio un mayor realismo al juego.
Después de MGS3, fue lanzado Metal Gear Solid: The Twin Snakes para la consola Game Cube de Nintendo ya que es un remake del juego Metal Gear Solid de la PlayStation XS, ya que eso fue uno de los juegos pocos reconocidos por poca gente y fanes de la misma saga Metal Gear.
En 2006 fue lanzado Metal Gear Solid: Portable Ops, una intercuela ubicada entre Metal Gear Solid 3: Snake Eater y el original Metal Gear. Está actualmente disponible para PSP, presentando una variación en el sistema de juego al poder reclutar aliados, develando la faceta de Big Boss como líder. Además ahora las cinemáticas se presentan en un sistema de novela gráfica, dando la impresión de un cómic.
Una secuela de Metal Gear Solid 2: Sons of Liberty fue lanzada en 2008 para PlayStation 3, llamada Metal Gear Solid 4: Guns of the Patriots, con el eslogan: «No Place to Hide» («Sin Lugar Para Esconderse»). Está producido por Kenichiro Imaizumi, en conjunto con Hideo Kojima, con este último también en el rol de director, junto a Shuyo Murata de codirector. En el juego regresan ciertos personajes de Metal Gear Solid y Metal Gear Solid 2: Sons of Liberty. Este se considera el punto final de la saga Metal Gear Solid y la jubilación del personaje Solid Snake. Pero en ese mismo año 2008, Nintendo decidió poner a Solid Snake como personaje desbloqueable en el juego Super Smash Bros. Brawl para la consola Wii, ya que muchos fanes de Nintendo y de la saga Metal Gear se quedaron sorprendidos, otros no se lo esperaban y otros lo criticaban de manera positiva y otras negativas.
En la Electronic Entertainment Expo 2009 fue anunciado Metal Gear Solid: Peace Walker, secuela de Metal Gear Solid: Portable Ops para la consola portátil PSP. Transcurre 4 años después de los acontecimientos de su predecesor. En este juego se develan las circunstancias que llevaron a Big Boss a crear la nación militar de Outer Heaven, así como también marca el inicio del uso oficial del nombre «Big Boss» por parte de este.
Metal Gear Rising: Revengeance fue anunciado también en el E3 2009 de Los Ángeles para las consolas Playstation 3, PC y, por primera vez, en Xbox 360. El protagonista será un veterano Raiden (protagonista de Metal Gear Solid 2: Sons of Liberty), esta vez con su apariencia de cyborg ninja. El juego fue anunciado en el Electronic Entertainment Expo 2010 y fue lanzado el 19 de febrero de 2013. Revengeance obtuvo tanto cíticas positivas como negativas, debido a que el juego deja de centrarse en el espionaje táctico, para pasar al «Lightning Bolt Action» y al «Hack and Slash». Además, ya no cuenta con Kojima como director, quedando relegado a la supervisión. El desarrollo de esta entrega pasó a ser de PlatinumGames, en desmedro de Kojima Productions, empresa que había desarrollado los antiguos trabajos de la saga.
En un evento especial realizado en Tokio por el 25 aniversario de la serie, Kojima revela el siguiente proyecto de la saga, titulado Metal Gear Solid: Ground Zeroes. En septiembre de 2012, con motivo de la PAX Prime, Konami desvela el primer vídeo de esta nueva entrega. En marzo de 2013 se daría a conocer una nueva entrega de la saga, titulada The Phantom Pain. Posteriormente, Kojima explicó que The Phantom Pain fue presentado como un proyecto relacionado con la saga Metal Gear para observar la respuesta del público a las capacidades de su nuevo motor gráfico, el Fox Engine. Finalmente Kojima anunció que Metal Gear Solid: Ground Zeroes era un prólogo de la historia del juego principal, Metal Gear Solid V: The Phantom Pain; y que estos dos formaban uno.

## Desarrollo

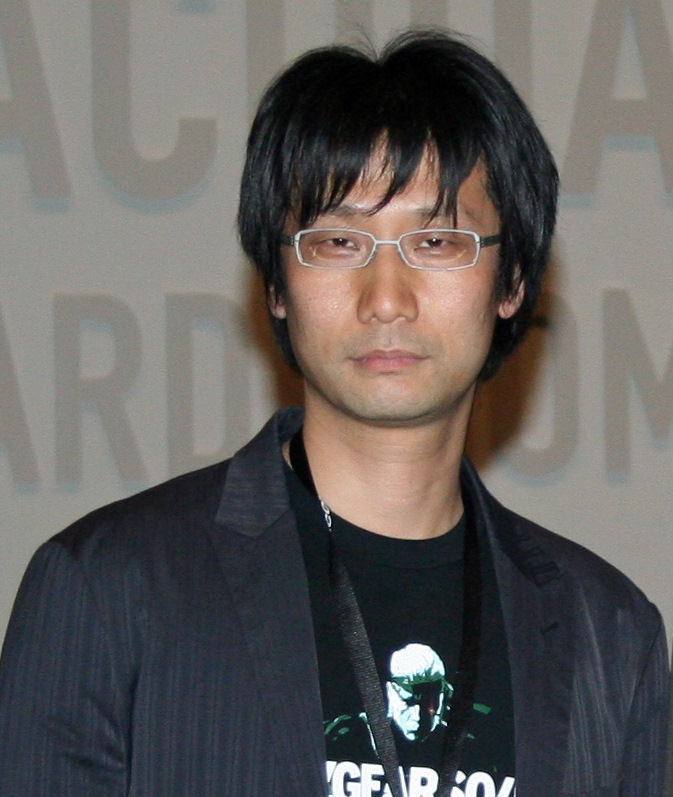
Hideo Kojima, creador de la serie, se inspiró en diversas películas del cine de Hollywood para el desarrollo de la saga, así como también, en el espionaje de sagas como la de James Bond.

La primera entrega de Metal Gear estaba destinada a ser un juego de acción que contaba con el combate militar moderno. Sin embargo, el hardware de la MSX2 limitaba el número de balas y enemigos que aparecían en pantalla, lo que a Hideo Kojima le impidió desarrollar el aspecto de combate. Inspirado por The Great Escape de 1963, alteró el juego para centrarse en el escape de un prisionero. En una serie de artículos escritos para la Official PlayStation 2 Magazine (Revista Oficial de PlayStation 2), Kojima identificó varias películas de Hollywood como las principales fuentes de inspiración para la historia y los juegos de la serie. Señaló, además, que la serie de James Bond es lo que más le influyó sobre la creación de Metal Gear Solid. La trama original tiene referencias a la histeria de la guerra nuclear a mediados de los años ochenta que resultaron de la Guerra Fría. Los videojuegos seguirían girando en torno a los registros de armas nucleares en Irak e Irán, pero esa idea fue dejada de lado debido a la creciente preocupación por la situación política en el Oriente Medio. Otros cambios en la serie se hicieron en el desarrollo de Metal Gear Solid 2: Sons of Liberty, como resultado de los atentados del 11 de septiembre de 2001.
Después de Metal Gear 2: Solid Snake, Kojima realizó Metal Gear Solid para PlayStation, el juego ha sido renombrado, y sus secuelas posteriores, con el adjetivo Solid, ya que la serie comenzó a usar los gráficos por computadora en 3D. Los videojuegos desde entonces, se han diseñado para ser más realistas y para entretener más a los jugadores. Metal Gear Solid 3: Snake Eater estaba inicialmente destinado para ser jugado en la plataforma PlayStation 3, pero debido a la larga espera en el lanzamiento de esta, finalmente fue desarrollado para la consola PlayStation 2. Como la configuración de los juegos previos contaban con numerosos escenarios en zonas interiores, debido a las dificultades con las consolas, desde Metal Gear Solid 3: Snake Eater, Kojima deseó cambiar este problema drásticamente a pesar de las dificultades que esto conllevaría. Desde Metal Gear Solid 2: Sons of Liberty, la saga poseía varios puntos de la trama sin resolver, que originalmente estaban destinados para dejar que los jugadores llegaran a sus propias conclusiones. Esto ha llevado a problemas en la consistencia de la trama en la versión en inglés de Metal Gear Solid y Metal Gear Solid 2: Sons of Liberty, ya que mencionan algunos elementos de esta que fueron explorados más adelante en Metal Gear Solid 4: Guns of the Patriots.

## Adaptaciones

### Cameos
Diversos personajes y objetos de la saga Metal Gear han hecho cameos en otras franquicias de videojuegos. De 1997, Beatmania de Konami contenía un remix del tema principal de Metal Gear Solid, de 140 bpm y de género big beat. El videojuego de carreras de 2001, Konami Krazy Racers, de plataformas Game Boy Advance e iOS, tiene como personaje elegible a Gray Fox (como cyborg ninja), así como también, cuenta con un circuito de carreras basado en la «Torre de Comunicaciones» de Metal Gear Solid, junto a una versión modificada del tema principal del juego.
Konami lanzó en 2002 Evolution Skateboarding, un videojuego de skate para la consola PlayStation 2. Solid Snake y Raiden son personajes ocultos, que, desbloqueándolos, permiten al jugador elegirlos. Además, el Big Shell y unos cuantos robots «Cypher» en él, de Metal Gear Solid 2: Sons of Liberty, aparecen como escenario. En 2004, Karaoke Revolution Volume 3, de PlayStation 2, contenía el tema principal de Metal Gear Solid 3: Snake Eater, al igual que Beatmania IIDX, de telefonía móvil. Solid Snake hace una pequeña aparición en Boktai 2: Solar Boy Django, videojuego de GameBoy Advance del mismo año. En 2005 se lanzó Dream Mix TV World Fighters, un videojuego que permitió el enfrentamiento de los héroes más populares de las franquicias de videojuegos de Japón. Solid Snake puede ser desbloqueado si se termina el juego con un personaje de Konami, mientras que el Big Shell se desbloquea al terminarlo con el mismo Snake. Esta es la primera aparición de Solid Snake en la consola GameCube.
La saga Ape Escape junto a Metal Gear, realizan un doble cameo. En el minijuego «Snake vs. Monkey» de Metal Gear Solid 3: Snake Eater, Naked Snake debía disparárles a unos monos camuflados con el entorno selvático. En el videojuego de 2006, Ape Escape 3, la saga hace aparición como «Mesal Gear Solid», de protagonista un simio de nombre Pipo Snake (o Ape Snake). El minijuego posee la misma jugabilidad y atmósfera de espionaje de la saga creada por Kojima.
En la E3 de 2006, Nintendo confirmó que en la nueva entrega de Super Smash Bros. Brawl de su consola Wii, Solid Snake sería un personaje jugable. Este se reveló en el tráiler, saliendo de su caja de cartón y proclamando «¡Es hora del show!». Masahiro Sakurai, director creativo de la serie, comentó que la inclusión de Solid Snake se debió a que el mismo Hideo Kojima le rogó la inclusión del personaje a la última entrega de la franquicia. Además de Snake, el hangar de Shadow Moses aparece como escenario, Gray Fox (cyborg ninja) se convierte en un trofeo asistente en el escenario, también participan en él: Roy Campbell, Mei Ling y Otacon, que prestarán ayuda a Snake, vía Códec, con información y comentarios de los demás personajes.
Snake no reapareció en la cuarta secuela de la saga a comparación de Sonic The Hedgehog; pero gracias al "Super Smash Bros. Fighter Ballot" donde los fanes votan por el personaje que querían como DLC, Snake se posicionó como el sexto más votado y sabiendo que el creador Hideo Kojima esta de acuerdo en su regreso, todo depende en lo que el director Masahiro Sakurai, Nintendo y Konami decidan.
De 2008, New International Track & Field de Nintendo DS, tiene a Solid Snake como personaje jugable, junto con otros íconos de la empresa Konami, como Simon Belmont de Castlevania y Cabeza de Pirámide de Silent Hill 2. Del mismo año, el videojuego de plataformas LittleBigPlanet, oficializó el 23 de diciembre un set con contenido descargable de Metal Gear Solid 4: Guns of the Patriots. El DLC contenía sackboys de Solid Snake, Meryl y Raiden, niveles extras, pegatinas, complementos para el editor de escenarios y otros extras. El crossover ficcional de la franquicia Sony, PlayStation All-Stars Battle Royale de 2012, tiene a Raiden en su forma cyborg de Metal Gear Rising: Revengeance, como personaje jugable.
En 2013, el videojuego Saints Row IV incluye una misión llamada "El caso del Sr. X", en la que el jugador debe rescatar a Asha, una miembro de la banda de protagonistas. Toda la misión es una parodia de Metal Gear Solid e incluye referencias a la misma de todo tipo: cuando un enemigo ve al jugador, aparece sobre su cabeza el símbolo "!" junto con el sonido agudo característico; los personajes pueden esconderse y avanzar dentro de cajas de cartón (incluso bromean con que son unas "serpientes sólidas", en clara alusíón a Solid Snake); y si se da el caso de que el protagonista muere, se puede escuchar como su compañero grita "Boss? Boss?? Booooooss!!" (¿Jefe? ¿¿Jefe?' ¡¡Jefeeeee!!), tal como sucedía en Metal Gear Solid cuando Snake fracasaba en su misión y el coronel Campbell gritaba "Snake? Snake?? Snaaaake!!". Incluso el villano de esta misión, el Sr. X, posee un parche en el ojo y barba, muy similares a Big Boss.
En el Nintendo Direct para la E3 de 2018, se confirma que tanto el personaje de Solid Snake como el escenario de Shadow Moses Island y Gray Fox como trofeo asistente regresan en Super Smash Bros. Ultimate para la consola híbrida Nintendo Switch, con la inclusión de una nueva versión del tema principal de Metal Gear Solid 3: Snake Eater y varios espíritus de personajes emblemáticos de la franquicia como Big Boss, Raiden, Liquid Snake y Revolver Ocelot. También regresan los códecs con Campbell, Mei Ling y Otacon; pero exclusivamente para aquellos luchadores que estuvieron presentes en Super Smash Bros. Brawl, ya que debido a la imposibilidad de volver a producir los códecs para los demás luchadores por la separación de Kojima Productions y Konami (quien posee los derechos de la franquicia), se tuvieron que reciclar los diálogos.

### Novelización
Una novela basada en el primer Metal Gear fue publicada en 1988 como parte de una línea de novelizaciones tituladas «Worlds of Power», de la editorial Scholastic Corporation. Creadas por Seth Godin con el pseudónimo de FX Nine, fueron basadas en los videojuegos de tercera persona de la NES. Escrita por Alexander Frost, la novelización de Metal Gear no está basada en la historia real del juego (pues Kojima no estuvo implicado en la producción del libro), por lo que se tomaron más libertades en la creación: Solid Snake pasó a llamarse Justin Halley, y además, la unidad FOXHOUND fue cambiada de nombre a «Snake Men» («Hombres serpientes»). Ya que el libro estaba hecho para jóvenes lectores, Snake no mataba a nadie y solo usa su pistola para destruir una cerradura. En Japón, un libro juego del original Metal Gear fue publicado el 31 de marzo de 1988, poco después del lanzamiento del juego en la consola Famicom. La historia se encuentra dos años después de los acontecimientos de la entrega, y es parte de la Konami Gamebook Series. Una novelización de Metal Gear Solid fue publicada en 2008, escrita por Raymond Benson, autor de nueve novelas de James Bond. Benson también escribió una novelización de Metal Gear Solid 2: Sons of Liberty, que fue publicada en 2009. La reacción de la crítica a las novelas de Benson ha sido en general positiva. El sitio de internet Bookgasm redactó que «Benson hizo un buen trabajo interpreando el juego a la página» con Metal Gear Solid, y el sitio MishMashMagazine llamó a la novela de Metal Gear Solid 2: Sons of Liberty como «un gran compañero en el juego». Una novelización en japonés de Metal Gear Solid 4: Guns of the Patriots por Project Itoh se publicó el 12 de junio de 2008. La novela fue traducida al inglés por VIZ Media y fue lanzada el 19 de junio de 2012.

### Dramatización radial
Un radioteatro basado en Metal Gear Solid se emitió en Japón desde 1998 hasta 1999 como parte del programa DB clud, sindicado de Konami. Dirigida por Shuyo Murata y escrita por Motosada Mori, la serie duró más de 12 entregas semanales que abarcan tres arcos de la historia. La serie fue compilada más tarde y vendida en un set de dos volúmenes. La historia se sitúa como una continuación alternativa a los eventos de Shadow Moses, con Solid Snake, Meryl Silverburgh, Mei Ling y Roy Campbell realizando futuras misiones como unidad FOXHOUND, aunque esta no se considera parte del canon principal de Metal Gear. Los actores de voz japoneses repitieron sus papeles para la serie, mientras que otros nuevos personajes fueron también introducidos.

### Cómics
Un cómic con una historia adaptada de Metal Gear Solid fue publicado por IDW Publishing en 2004. Fue escrito por Kris Oprisko y posee ilustraciones de Ashley Wood. La serie duró 24 números, compilándose en dos tomos y en una edición de colección de tapa dura que se encuentra actualmente fuera de impresión. La colección completa se lanzó en un libro de bolsillo titulado Metal Gear Solid Omnibus, puesto a la venta en junio de 2010. Una segunda adaptación de la serie en modo de historieta, fue publicada por IDW Publishing del videojuego Metal Gear Solid 2: Sons of Liberty. Escrita por Alex Garner, cuenta nuevamente con las ilustraciones de Ashley Wood. Una versión digital de la primera adaptación fue lanzada para la PlayStation Portable, titulada Metal Gear Solid: Digital Graphic Novel en 2006. Una segunda versión digital titulada Metal Gear Solid 2: Bande Dessinée, fue lanzada exclusivamente en Japón el 2008 en formato DVD, que contenía la historia de ambas entregas, totalmente dobladas por los actores de la saga, con excepción de aquellos que habían muerto.

### DVD
Varios DVDs promocionales que detallan la historia de la saga han sido publicados. Metal Gear Saga vol. 1 fue lanzado en 2006 como un pre-orden de Metal Gear Solid 3: Subsistence. Este se divide en cinco capítulos, cada uno dedicado a un juego de la serie en orden cronológico, comenzando con lo sucedido en Metal Gear Solid 3: Snake Eater. Cada disco incluye comentarios por parte de Hideo Kojima. Metal Gear Saga vol. 2 fue exhibido por primera vez en la fiesta de aniversario número 20 de Metal Gear, y posteriormente fue puesto a la venta como un pre-orden de Metal Gear Solid 4: Guns of the Patriots. El vídeo presenta un pseudo-documental sobre Solid Snake, dividiéndose en un prólogo y cuatro capítulos: Naked Snake: El nacimiento de la serpiente (narra los acontecimientos de Metal Gear Solid 3: Snake Eater, Metal Gear y Metal Gear 2), Liquid Snake: La segunda serpiente (Metal Gear Solid), Solidus Snake: La tercera serpiente (Metal Gear Solid 2: Sons of Liberty) y Solid Snake: La primera serpiente (preparando el escenario para Metal Gear Solid 4: Guns of the Patriots).

### Película
En mayo de 2006, el creador de la saga Metal Gear, Hideo Kojima, anunció que una adaptación en película de Metal Gear Solid estaba en desarrollo. Las primeras fechas especulativas sobre el estreno del film, databan para el año 2011, sin embargo el proyecto nunca se concretó. Kojima, que declaró que la película sería realizada en habla inglesa, anunció en la Electronic Entertainment Expo de 2006 que ya se había negociado con un equipo cinematográfico de Hollywood, para trabajar en la adaptación. Kojima consideró a Alaska como el lugar de la producción de la película, debido a que es el lugar geográfico donde se desarrolla Metal Gear Solid. David Hayter, el actor del doblaje en inglés de Solid Snake, había ofrecido su participación en el proyecto, pero los ejecutivos no lo consideraron. Kojima también negó los comentarios del director alemán Uwe Boll, como un posible candidato para dirigir la adaptación.
Quentin Tarantino expresó el interés de que el director de Equilibrium, Kurt Wimmer escribiera el guion de la película. Wimmer también se consideró como posible candidato a dirigir la adaptación. Aki Saito de Konami comentó que el director de There Will Be Blood, Paul Thomas Anderson, estaba interesado en participar el proyecto, pero el productor de la saga, Michael De Luca, desmintió el rumor. El actor de The Dark Knight, el británico Christian Bale, negó los rumores que lo colocaban en el papel de Solid Snake en la película. Sin embargo, el 11 de enero de 2010, De Luca confirmó que el proyecto cinematográfico de la adaptación de Metal Gear Solid fue pospuesto indefinidamente. Señaló que uno de los motivos de la decisión, fue la preocupación de Konami respecto a posibles resultados negativos del film, que pudieran repercutir en la imagen de la franquicia.
En marzo de 2012, en la exhibición «The Art of Video Games» («El Arte de los Videojuegos») en el Smithsonian American Art Museum, Hideo Kojima declaró: «Honestamente, soy un fanático de las películas y eso es muy especial para mí. Sinceramente, me encantaría hacer una película algún día, pero creo que tiene que haber un cierto juego especial que ofrezca ese ajuste correcto. Pero no creo que ese juego sea Metal Gear Solid. Metal Gear Solid fue desarrollado específicamente para ser un juego... Si tuviera que llevar algo al cine, tendría que ser algo completamente nuevo. Yo no usaría mis guiones actuales. Creo que tendría que conseguir a alguien para crear un nuevo guion y otra persona que lo dirija como película.» En el «Aniversario 25 de Metal Gear», el 30 de agosto de 2012, Hideo Kojima anunció que Arad Productions, ha llegado acuerdo con Columbia Pictures para producir una versión de la película de Metal Gear Solid. La compañía matriz de Columbia, Sony Pictures Entertainment, será la encargada de la distribución. En una entrevista con Eurogamer, Hideo Kojima dijo que le gustaría ver a Hugh Jackman como Solid Snake, pero también está abierto a la elección de otros actores para el papel.
Una película no comercial titulada Metal Gear Solid: Philanthropy, fue realizada por unos fanáticos de la saga. La película está ambientada en 2007 en algún lugar antes o después de los acontecimientos de Metal Gear Solid 2: Sons of Liberty. La película fue bien recibida por sus seguidores y también por Hideo Kojima. Cuando uno de estos seguidores le preguntó si la había visto, éste respondió: «Por supuesto que sí. Es increíble. Tenía ganas de llorar por el amor hacia Metal Gear. Es además una película bien hecha. No puedo esperar para ver la siguiente parte.»
La saga es referenciada en la película de Disney, Wreck-It Ralph, cuando Ralph encuentra dentro de una caja el signo de exclamación (y su característico sonido) que emiten los soldados que han descubierto a Snake.

### Figuras de acción
En 1999, McFarlane Toys, en colaboración de Konami, lanzó una serie de figuras de acción de personajes claves de Metal Gear Solid. En 2001, tras el éxito de la primera serie, y con el lanzamiento de Metal Gear Solid 2: Sons of Liberty, McFarlane Toys y Konami nuevamente produjieron una línea de figuras de acción de los protagonistas de esta nueva entrega. Cada personaje venía con un pedazo del «Metal Gear RAY», por lo que la colección completa de estos, permitían la construcción del robot.
Konami el 2002 lanzó en Japón figuras de 10 cm en formato gashapon de Metal Gear Solid 2: Sons of Liberty, y un año más tarde, de  Metal Gear Solid 2: Substance. Esta última serie de figuras, fue llevada a los mercados de Estados Unidos y el Reino Unido envasados normalmente, en lugar del gashapon. Durante el lanzamiento de Metal Gear Solid 3: Snake Eater, la empresa MediCom, lanzó figuras de Snake de 30 cm, como parte de su línea «Real Action Heroes». Posteriormente, distribuyó figuras estilo Kubrick (similares a líneas como LEGO o Playmobil) de 17 a 30 cm, de los personajes de Metal Gear Solid 3: Snake Eater y Metal Gear Solid 4: Guns of the Patriots.
En 2009, la compañía de juguetes ThreeA en conjunto con Kojima, firmaron un acuerdo para crear una nueva línea de productos. El primer fruto de esta colaboración llegó a finales de 2012, cuando ThreeA lanzó una enorme figura a escala 1/48, de «Metal Gear REX», con luces led operativas, que también puede ser vestida para representar la condición decrépita del arma en Metal Gear Solid 4: Guns of the Patriots. La compañía también está colaborando con el artista gráfico Ashley Wood para desarrollar un similar «Metal Gear» en escala de la versión «RAY». El prototipo fue presentado por primera vez en el ReVenture Hobby Show de Hong Kong, en abril de 2012.
Square Enix se unió a la producción de juguetes basados en la serie mediante la creación de réplicas de los vehículos de los jefes y personajes de Metal Gear Solid: Peace Walker. Los juguetes, que son de la línea Play Arts Kai, fueron lanzados en 2010. La producción se ha ampliado desde entonces para incluir personajes de Metal Gear Solid y Metal Gear Solid 2: Sons of Liberty, con detalles más técnicos y depurados que los juguetes originales McFarlane. En 2012, Hot Toys también lanzó una figura de acción 1/6 de Naked Snake con el traje de infiltración de Metal Gear Solid 3: Snake Eater, así como también una figura de The Boss.
Para celebrar el 25 aniversario de la franquicia, la empresa Kotobuki publicó una figura del «Metal Gear REX» a escala de 1/100, que contaba con pequeñas figuras de Solid Snake, Liquid Snake y Gray Fox. La empresa Kaiyodo produjo una figura de acción de Big Boss con el camuflaje de infiltración, para su línea de figuras de acción Revoltech.

### Banda sonora
La banda sonora de las dos primeras entregas, fueron producidas por Iku Mizutani, Shigehiro Takenouchi y Motoaki Furukawa. Para Metal Gear Solid, Kojima quería «una orquesta junto al lado del jugador». Su idea: un sistema que creara modificaciones al tempo y textura de la pista que se está reproduciendo, en lugar de cambiar drásticamente a la siguiente. A pesar de que estas características no se podían lograr en ese momento, se llevaron a cabo en Metal Gear Solid 2: Sons of Liberty. Hideo Kojima consultó personalmente a Harry Gregson-Williams, compositor de películas de Hollywood del estudio de Hans Zimmer, si quería participar como compositor en Metal Gear Solid 2: Sons of Liberty. Este último aceptó el proyecto, y además, repitió en Metal Gear Solid 3: Snake Eater, Metal Gear Solid 4: Guns of the Patriots, Metal Gear Solid V: Ground Zeroes y Metal Gear Solid V: The Phantom Pain. A partir de Metal Gear Solid, los temas musicales de la saga, han sido interpretados por numerosos artistas populares como Rika Muranaka. Desde la misma entrega, las bandas sonoras de la saga han sido publicadas a la venta en formato de CD.

## Recepción

### Comercial
La franquicia Metal Gear ha logrado un gran éxito, vendiendo más de 31 millones de copias hasta julio de 2013. Metal Gear Solid 2: Sons of Liberty vendió más de 7 millones de copias en todo el mundo, seguido de Metal Gear Solid, con más de seis millones y Metal Gear Solid 4: Guns of the Patriots con cinco millones. Según Chart-Track, MGS4 fue la segunda venta más rápida de la consola PlayStation 3 en el Reino Unido, después de Grand Theft Auto IV. Los juegos de PlayStation Portable obtuvieron ventas considerablemente más bajas, pero se ha analizado que esto se debió a las bajas ventas de la consola cuando los títulos fueron publicados.
A continuación, se muestra una tabla con las ventas (en millones) de los últimos títulos de la saga.
| \| Videojuego \| Versión \| Plataforma \| Año \| Ventas (en millones) \| Ventas (en millones) \| Ventas (en millones) \| Ventas (en millones) \| Total de Ventas \| \| Videojuego \| Versión \| Plataforma \| Año \| NA \| EU \| JP \| OTROS \| Total de Ventas \| \| Metal Gear Solid \| Original \| PlayStation \| 1998 \| 3,18 \| 1,83 \| 0,78 \| 0,24 \| 6,03 \| \| Metal Gear Solid \| Reedición[Nota 1] \| PS, GB, GC \| 1999—2004 \| 0,96 \| 0,53 \| 0,24 \| 0,1 \| 1,83 \| \| Metal Gear Solid 2: Sons of Liberty \| Original \| PlayStation 2 \| 2001 \| 2,45 \| 2,01 \| 0,87 \| 0,72 \| 6,05 \| \| Metal Gear Solid 2: Sons of Liberty \| Reedición[Nota 2] \| PS2, XB \| 2001—2002 \| 0,56 \| 0,36 \| 0,16 \| 0,08 \| 1,16 \| \| Metal Gear Solid 3: Snake Eater \| Original \| PlayStation 2 \| 2004 \| 1,46 \| 1,53 \| 0,83 \| 0,41 \| 4,23 \| \| Metal Gear Solid 3: Snake Eater \| Reedición[Nota 3] \| PS2, 3DS \| 2005—2012 \| 0,42 \| 0,06 \| 0,24 \| 0,07 \| 0,79 \| \| Metal Gear Solid: Portable Ops \| Original \| PlayStation Portable \| 2006 \| 0,36 \| 0,23 \| 0,38 \| 0,17 \| 1,14 \| \| Metal Gear Solid: Portable Ops \| Reedición[Nota 4] \| PlayStation Portable \| 2007 \| 0,25 \| 0,09 \| 0,26 \| 0,08 \| 0,68 \| \| Metal Gear Solid 4: Guns of the Patriots \| Original \| PlayStation 3 \| 2008 \| 2,56 \| 1,57 \| 0,83 \| 0,82 \| 5,78 \| \| Metal Gear Solid: Peace Walker \| Original \| PlayStation Portable \| 2010 \| 0,41 \| 0,24 \| 0,96 \| 0,32 \| 1,93 \| \| Metal Gear Solid: Peace Walker \| Reedición[Nota 5] \| PS3, X360 \| 2011 \| - \| - \| 0,16 \| - \| 0,16 \| \| Metal Gear Solid HD Collection \| Colección \| PS3, X360, PSV \| 2011—2012 \| 0,07 \| 0,07 \| 0,15 \| 0,02 \| 0,31 \| \| Metal Gear Rising: Revengeance \| Original \| PS3, X360, PC \| 2013 \| 0,43 \| 0,25 \| 0,43 \| 0,11 \| 1,22 \| \| Otros[Nota 6] \| \| PS2, PSP \| 2002—2007 \| 0,71 \| 0,45 \| 0,22 \| 0,25 \| 1,63 \| \| Metal Gear Solid: The Legacy Collection \| Colección \| PS3 \| 2013 \| 0,31 \| 0,01 \| 0,03 \| 0,05 \| 0,39 \| \| Metal Gear Solid V: Ground Zeroes \| Original \| PS3, PS4, Xbox 360, Xbox One, PC \| 2014 \| 0,81 \| 0,79 \| 0,45 \| 0,29 \| 2,35 \| \| Metal Gear Solid V: The Phantom Pain \| Original \| PS3, PS4, Xbox 360, Xbox One, PC \| 2015 \| 1,78 \| 1,93 \| 0,72 \| 0,64 \| 5,07 \| \| Total (hasta septiembre de 2015) \| \| \| \| \| \| \| \| 40,75 \| |           |                                  |           |                      |                      |                      |                      |                 |
| Videojuego | Versión   | Plataforma                       | Año       | Ventas (en millones) | Ventas (en millones) | Ventas (en millones) | Ventas (en millones) | Total de Ventas |
| Videojuego | Versión   | Plataforma                       | Año       | NA                   | EU                   | JP                   | OTROS                | Total de Ventas |
| Metal Gear Solid | Original  | PlayStation                      | 1998      | 3,18                 | 1,83                 | 0,78                 | 0,24                 | 6,03            |
| Metal Gear Solid | Reedición | PS, GB, GC                       | 1999—2004 | 0,96                 | 0,53                 | 0,24                 | 0,1                  | 1,83            |
| Metal Gear Solid 2: Sons of Liberty | Original  | PlayStation 2                    | 2001      | 2,45                 | 2,01                 | 0,87                 | 0,72                 | 6,05            |
| Metal Gear Solid 2: Sons of Liberty | Reedición | PS2, XB                          | 2001—2002 | 0,56                 | 0,36                 | 0,16                 | 0,08                 | 1,16            |
| Metal Gear Solid 3: Snake Eater | Original  | PlayStation 2                    | 2004      | 1,46                 | 1,53                 | 0,83                 | 0,41                 | 4,23            |
| Metal Gear Solid 3: Snake Eater | Reedición | PS2, 3DS                         | 2005—2012 | 0,42                 | 0,06                 | 0,24                 | 0,07                 | 0,79            |
| Metal Gear Solid: Portable Ops | Original  | PlayStation Portable             | 2006      | 0,36                 | 0,23                 | 0,38                 | 0,17                 | 1,14            |
| Metal Gear Solid: Portable Ops | Reedición | PlayStation Portable             | 2007      | 0,25                 | 0,09                 | 0,26                 | 0,08                 | 0,68            |
| Metal Gear Solid 4: Guns of the Patriots | Original  | PlayStation 3                    | 2008      | 2,56                 | 1,57                 | 0,83                 | 0,82                 | 5,78            |
| Metal Gear Solid: Peace Walker | Original  | PlayStation Portable             | 2010      | 0,41                 | 0,24                 | 0,96                 | 0,32                 | 1,93            |
| Metal Gear Solid: Peace Walker | Reedición | PS3, X360                        | 2011      | -                    | -                    | 0,16                 | -                    | 0,16            |
| Metal Gear Solid HD Collection | Colección | PS3, X360, PSV                   | 2011—2012 | 0,07                 | 0,07                 | 0,15                 | 0,02                 | 0,31            |
| Metal Gear Rising: Revengeance | Original  | PS3, X360, PC                    | 2013      | 0,43                 | 0,25                 | 0,43                 | 0,11                 | 1,22            |
| Otros |           | PS2, PSP                         | 2002—2007 | 0,71                 | 0,45                 | 0,22                 | 0,25                 | 1,63            |
| Metal Gear Solid: The Legacy Collection | Colección | PS3                              | 2013      | 0,31                 | 0,01                 | 0,03                 | 0,05                 | 0,39            |
| Metal Gear Solid V: Ground Zeroes | Original  | PS3, PS4, Xbox 360, Xbox One, PC | 2014      | 0,81                 | 0,79                 | 0,45                 | 0,29                 | 2,35            |
| Metal Gear Solid V: The Phantom Pain | Original  | PS3, PS4, Xbox 360, Xbox One, PC | 2015      | 1,78                 | 1,93                 | 0,72                 | 0,64                 | 5,07            |
| Total (hasta septiembre de 2015) |           |                                  |           |                      |                      |                      |                      | 40,75           |

### Crítica
| Videojuego                               | GameRankings                           | Metacritic                 |
| ---------------------------------------- | -------------------------------------- | -------------------------- |
| Metal Gear Solid                         | (PS1) 93,24% (GC) 85,58% (PC) 84.22%   | (PS1) 94 (GC) 85 (PC) 83   |
| Metal Gear Solid 2: Sons of Liberty      | (PS2) 95,09% (Xbox) 86.66% (PC) 82.00% | (PS2) 96 (Xbox) 87 (PC) 77 |
| Metal Gear Solid 3: Snake Eater          | (PS2) 91.77% (3DS) 77.74%              | (PS2) 91 (3DS) 78          |
| Metal Gear Solid: Portable Ops           | (PSP) 86.95%                           | (PSP) 87                   |
| Metal Gear Solid 4: Guns of the Patriots | (PS3) 93.53%                           | (PS3) 94                   |
| Metal Gear Solid: Peace Walker           | (PSP) 88.98%                           | (PSP) 89                   |
| Metal Gear Rising: Revengeance           | (X360) 82.56% (PS3) 80.42%             | (X360) 82 (PS3) 80         |
| Metal Gear Solid V: Ground Zeroes        | (PC) 82.00% (X360) 80.00%              | (PC) 80 (XONE) 76          |
| Metal Gear Solid V: The Phantom Pain     | (PC) 92.75% (PS4) 91.62%               | (XONE) 95 (PS4) 93         |

Varios títulos de la saga han sido universalmente aclamados por la crítica. Metal Gear Solid 2: Sons of Liberty actualmente posee 95,09% de GameRankings y 96/100 de Metacritic, por lo que es el juego de puntuación más alta de la serie hasta la fecha. En 2002, los editores de IGN clasificaron Metal Gear Solid como el mejor juego de la PlayStation. En la lista de los 200 mejores juegos de todos los tiempos de Game Informer Magazine, Metal Gear Solid 2: Sons of Liberty se ubicó en el lugar número 50 de la lista. Metal Gear Solid 3: Snake Eater fue votado como el quinto mayor título de PlayStation jamás lanzado en una encuesta de PlayStation Official Magazine de Reino Unido. Metal Solid Gear y Metal Gear Solid 2: Sons of Liberty se presentó en el Smithsonian American Art Museum, en la exposición «El arte de los videojuegos», que tuvo lugar del 16 de marzo al 30 de septiembre de 2012. Los juegos de la saga han ganado múltiples premios y reconocimientos, Metal Gear Solid ganó el «Excellence Award for Interactive Art» («Premio a la Excelencia para el Arte interactivo») por el Japan Media Arts Festival, y Metal Gear Solid 2: Sons of Liberty obtuvo el premio al «Juego del Año» por la revista estadounidense Game Informer.
Metal Gear Solid es a menudo reconocido como uno de los títulos clave que participaron en la popularización del género de los juegos de sigilo, con el jugador comenzando el videojuego sin ningún tipo de armas. Varios combates contra jefes han sido elogiados por su variedad y por la estrategia necesaria para enfrentarlos. La serie es conocida por sus escenas interactivas con el jugador, donde se rompe la cuarta pared. Se destaca el hecho de que el argumento a lo larga de la saga ha mantenido una rica caracterización, así como la inclusión de varios temas controversiales. El ambicioso guion de Hideo Kojima en Metal Gear Solid 2: Sons of Liberty ha sido elogiado por la crítica, algunos incluso llamándolo el primer ejemplo de un videojuego posmoderno. Las escenas cinemáticas han sido a menudo elogiadas por sus gráficos y la caracterización de sus personajes. Sin embargo, una crítica común ha sido la excesiva duración de estas escenas, así como algunas partes de la historia. Otra negativa de los críticos, fue la inesperada introducción de Raiden como protagonista principal de Metal Gear Solid 2: Sons of Liberty, debido a su nula aparición en los trailers de presentación del juego y cómo reemplaza a un contundente personaje, favoritos por muchos fanes, como es Solid Snake. El audio de la serie ha sido bien recibido, hasta el punto de recibir premios por el sonido y la música de las entregas.